# Каменець (гміна)
Гміна Каменець (пол. Gmina Kamieniec) — сільська гміна у північно-західній Польщі. Належить до Ґродзиського повіту Великопольського воєводства.
Станом на 31 грудня 2011 у гміні проживало 6532 особи.

## Територія
Згідно з даними за 2007 рік площа гміни становила 132.23 км², у тому числі:
- орні землі: 81.00%
- ліси: 9.00%

Таким чином, площа гміни становить 20.54% площі повіту.

## Населення
Станом на 31 грудня 2011:
| Опис     | Загалом | Загалом | Чоловіки | Чоловіки | Жінки | Жінки |
| -------- | ------- | ------- | -------- | -------- | ----- | ----- |
| одиниця  | осіб    | %       | осіб     | %        | осіб  | %     |
| все      | 6532    | 100     | 3270     | 50.06    | 3262  | 49.94 |
| міське   | 0       | 100     | 0        |          | 0     |       |
| сільське | 6532    | 100     | 3270     | 50.06    | 3262  | 49.94 |

## Сусідні гміни
Гміна Каменець межує з такими гмінами: Веліхово, Ґраново, Ґродзіськ-Велькопольський, Косцян, Раконевіце, Сміґель, Стеншев.